# A Fabelman család
A Fabelman család (eredeti cím: The Fabelmans) 2022-ben bemutatott amerikai filmdráma, amelyet Steven Spielberg rendezett, aki Tony Kushnerrel közösen írta a forgatókönyvet. A főszereplők a Sammyt alakító Gabriel LaBelle, valamint Michelle Williams, Paul Dano, Seth Rogen és Judd Hirsch.
A film egy félig önéletrajzi történet, amely Spielberg serdülőkorára és kezdeti filmrendezői éveire épül, és a kitalált Sammy Fabelman történetén keresztül meséli el a fiatal filmrendező történetét, aki azt kutatja, hogy a filmek ereje hogyan segíthet neki.
A Fabelman család világpremierje a Torontói Nemzetközi Filmfesztiválon volt 2022. szeptember 10-én, ahol elnyerte a People's Choice Awardot. Az Egyesült Államokban november 11-én debütált a mozikban. A film széleskörű kritikai elismerést kapott, külön dicséretben részesítették a szereplők alakítását, a rendezést, a forgatókönyvet, az operatőrt és John Williams által szerzett filmzenét. A National Board of Review és az Amerikai Filmintézet 2022 legjobb tíz filmje közé sorolta. A film azonban bukás volt a mozikban: 40 millió dolláros költségvetésből 31 millió dollárt hozott vissza.
A Fabelman család hét jelölést kapott a 95. Oscar-díjátadón, köztük a legjobb filmre, öt jelölést a 80. Golden Globe-díjátadón, a legjobb film – dráma és a legjobb rendező díját Spielbergért, és 11 jelölést kaptak a 28. Critics' Choice Awardson, köztük a legjobbnak is. Picture, a legjobb fiatal előadó díja LaBelle-ért, és két jelölés a 29. Screen Actors Guild-gálán, köztük legjobb mozifilmes szereplőgárda és legjobb férfi mellékszereplő (Dano esetében). Két díjat is kapott a National Board of Review-tól, köztük a legjobb rendezői díjat Spielbergért és az áttörést jelentő alakításért a LaBelle-ért (megosztva Danielle Deadwylerrel a Till című filmben), így ez a második Spielberg-film, amely mindkét díjat együtt nyerte el az 1987-es Empire of the Sun óta. Ezzel a filmmel a legjobb eredeti filmzenére 53. jelölésével John Williams megdöntötte saját rekordját, mint a legtöbb Oscar-jelölt, 90 évesen. A legjobb férfi mellékszereplő Oscar-jelölésével Judd Hirsch lett az első színész, aki négy évtizedes különbséggel két jelölést kapott, ez volt a második jelölése, és az első az 1981-es 53. Oscar-díjátadó óta, ahol az Ordinary People-ért (1980) jelölték.

## Cselekmény
1952-ben, Haddon Townshipben egy zsidó pár, Mitzi és Burt Fabelman elviszik fiukat, Sammyt, hogy megnézze első filmjét: A földkerekség legnagyobb show-ja. Elbűvölve egy vonatos jelenettől, Sammy hanukára modell szettet kér, amit egy késő éjjelen összetör. Mitzi engedi, hogy újabb balesetes jelenetet forgasson Burt 8 mm-es kamerájával. Sammy rendszeresen filmezni kezd, néha a nővéreit is bevonva. Burt új állást kap Phoenixben, ahová 1957-ben a család költözik. Mitzi kérésére Burt legjobb barátja és üzlettársa, Bennie Loewy is velük tart.
Évekkel később a tinédzser Sammy barátaival készít filmeket a cserkészcsapatában, elkezdi használni a utómunka effektusokat, és fényképezésből is kitűzőt szerez. Később a Fabelman család, Bennie-vel együtt, kempingezni megy, Sammy pedig felveszi a nyaralásukat. Mitzi anyja később meghal, ami nagyon megviseli őt. Burt szerkesztői felszerelést ad Sammynek, és arra kéri, hogy készítsen egy nyaralós filmet, hogy felvidítsa Mitzit. Sammy ellenáll, de Burt ragaszkodik hozzá, leszólva a filmeskedést, mint csupán egy hobbit. Másnap reggel a Fabelman családot meglátogatja Mitzi nagybátyja, Boris, aki egykori oroszlánidomár és filmes munkás. Aznap este beszélget Boris Sammyvel arról, hogy hogyan kell kompromisszumot kötni a családdal és a művészettel, mondván, hogy ezek mindig ellentmondásban lesznek egymással. Boris elmegy, Sammy pedig nekilát a nyaralásról készült felvétel szerkesztésének, miközben felfedezi, hogy Mitzi és Bennie között viszony van. Sammy és Mitzi heves vitába keverednek, miután hetekig rosszul bánik vele és Bennie-vel. Dühében Mitzi megüti Sammyt, miután a fiú azt üvölti, hogy bárcsak nem ő lenne az anyja. Zavarodottan Sammy megmutatja neki az összevágott felvételt, és megígéri, hogy megtartja a titkukat.
A következő héten Burt ismét előléptetést kap, ami újabb költözést igényel Saratogába. Bennie Phoenixben marad, de nem távozik anélkül, hogy ne adna Sammynek egy új kamerát. Sammy visszautasítja azt, amíg Bennie nem engedi neki, hogy 35 dollárt fizesse érte, de amikor búcsúzkodnak, Bennie visszacsúsztatja a kamerát Sammy zsebébe. Annak ellenére, hogy megkapja a kamerát, Sammy úgy dönt, hogy soha nem fogja használni. Miután megérkeznek az új lakóhelyükre és iskolába, Sammy céltáblájává válik Logan és Chad, akik antiszemita bántalmazást alkalmaznak vele. Sammy elkezd randizni a vallásos keresztény Monicával. Miközben a Fabelman családdal vacsoráznak, Monica azt javasolja, hogy Sammy filmezze le a Ditch Day-t a tengerparton, amit Sammy elfogad, miután Monica megemlíti, hogy az apja egy 16 mm-es Arriflex kamerát birtokol, amit szívesen kölcsönad neki.
Mitzi és Burt bejelentik válásukat, amit Mitzi depressziójával és Burt felfedezett viszonyával indokolnak. A bálon Sammy kinyilvánítja szerelmét Monicának és felkéri, hogy menjen vele Hollywoodba,érettségi után. Monica, aki nem hajlandó feladni saját életének terveit, hogy a Texas A&M Egyetemre járjon, szakít vele. Az 1964-es Ditch Day filmjét Sammy iskolatársai előtt vetítik le, akik lelkesednek érte. A film Logan-t dicsőíti, Chad-et pedig megszégyeníti. Sammy zaklatott, mivel Monica éppen szakított vele, és eltűnik az iskola folyosóján. Logan megtalálja és szembesíti Sammyt, zavarodottan és érzelmileg a pozitív ábrázolás miatt. Chad is megtalálja őket és megpróbálja megtámadni Sammyt, de Logan megvédi őt. Logan fenyegeti Sammyt, hogy soha ne mondjon el senkinek, hogy érzelmileg reagált, majd felajánl neki egy slukkot a cigarettájából. Sammy beleegyezik, hogy titokban tartja, de viccelődve hozzáteszi, hogy talán filmet készít róla.
A következő évben Sammy apjával él Hollywoodban. Sammy úgy dönt, hogy abbahagyja az egyetemet, de nem talál munkát a filmes iparban. Burt vonakodva, de elfogadja fia szenvedélyét, és azt mondja Sammynek, hogy kövesse az álmait, ha az boldoggá teszi. Sammy ajánlatot kap, hogy dolgozhasson a Hogan hősei című sorozatnál. Mivel Sammy inkább a filmes világban szeretne dolgozni, a sorozat társkreatora, Bernard Fein meghívja őt, hogy találkozzon John Ford rendezővel, aki az egyik legnagyobb hatással volt rá. A rövid találkozó során Ford néhány tippet ad Sammynek a képkivágásról, és hangsúlyozza, hogy sose helyezze a horizontot a kép közepére. Friss lendülettel Sammy végigsétál a stúdió hátsó udvarán, és a felvétel igazodik Ford tanácsához.

## Szereplők
| Színész                | Szereplő                 | Magyar hang       | Magyar hang       | Leírás |
| Színész                | Szereplő                 | 1. szinkron       | 2. szinkron       | Leírás |
| ---------------------- | ------------------------ | ----------------- | ----------------- | --- |
| Michelle Williams      | Mitzi Fabelman           | Nemes Takách Kata | Németh Borbála    | Sammy bátorító, de viharos természetű édesanyja, egy tehetséges zongoraművész, aki kezeletlen mentális betegséggel küzd.         |
| Paul Dano              | Burt Fabelman            | Kovács Lehel      | Mészáros Béla     | Sammy gyakorlatias, józan gondolkodású édesapja, aki számítógép-mérnökként dolgozik.                                             |
| Seth Rogen             | Bennie Loewy             | Varga Rókus       | Varga Rókus       | Burt munkatársa és legjobb barátja, aki Sammy számára afféle pótnagybácsivá válik, miközben viszonyt folytat Sammy édesanyjával. |
| Gabriel LaBelle        | Samuel Fabelman          | Nagy Gereben      | Czető Ádám        | A család tizenhat éves fia, aki filmrendező szeretne lenni.                                                                      |
| Mateo Zoryan (fiatal)  | Samuel Fabelman          |                   | Mohácsi Levente   | A család tizenhat éves fia, aki filmrendező szeretne lenni.                                                                      |
| Keeley Karsten         | Natalie Fabelman         | Rostás Luca       | Laudon Andrea     | Sammy második húga. |
| Alina Brace (fiatal)   | Natalie Fabelman         |                   | Csiki Babita      | Sammy második húga. |
| Julia Butters          | Regina "Reggie" Fabelman | Hegedűs Johanna   | Pekár Adrienn     | Sammy első húga, akivel feszült a viszonya.                                                                                      |
| Birdie Borria (fiatal) | Regina "Reggie" Fabelman |                   | Schmidt Regina    | Sammy első húga, akivel feszült a viszonya.                                                                                      |
| Judd Hirsch            | Boris Schildkraut        | Forgács Gábor     | Dézsy Szabó Gábor | Sammy excentrikus dédnagybátyja, aki korábban a filmiparban dolgozott és cirkuszi előadó volt.                                   |
| Sophia Kopera          | Lisa Fabelman            |                   | Kiss Franciska    | Sammy harmadik húga. |
| Jeannie Berlin         | Hadassah Fabelman        | Halász Aranka     | Halász Aranka     | Burt anyja. |
| Robin Bartlett         | Tina Schildkraut         | Zsurzs Kati       | Zsurzs Kati       | Mitzi anyja. |
| Sam Rechner            | Logan Hall               | Ács Balázs        | Czető Roland      | Sammy zaklatói a gimnáziumban |
| Oakes Fegley           | Chad Thomas              | Maszlag Bálint    | Ungvári Gergely   | Sammy zaklatói a gimnáziumban |
| Chloe East             | Monica Sherwood          | Engel-Iván Lili   | Schmidt Antónia   | Vallásos, fiúmániás középiskolás lány, aki Sammy szerelme.                                                                       |
| Isabelle Kusman        | Claudia Denning          | Gyarmati Laura    | Ince Sára         | Logan osztálytársa és szerelme.                                                                                                  |
| Chandler Lovelle       | Renee                    |                   | Légrádi Lili      | Lány, akivel Logan megcsalta Claudiát                                                                                            |
| Gustavo Escobar        | Sal                      |                   | Peregovits Dániel | Sammy cserkészcsapatának tagjai, aki segítenek neki filmeket készíteni.                                                          |
| Nicolas Cantu          | Hark                     |                   | Bogdán Gergő      | Sammy cserkészcsapatának tagjai, aki segítenek neki filmeket készíteni.                                                          |
| Cooper Dodson          | Turkey                   |                   |                   | Sammy cserkészcsapatának tagjai, aki segítenek neki filmeket készíteni.                                                          |
| Gabriel Bateman        | Roger                    |                   | Tóth Márk         | Sammy cserkészcsapatának tagjai, aki segítenek neki filmeket készíteni.                                                          |
| Stephen Smith          | Angelo                   |                   | Rékasi Szabolcs   | Sammy cserkészcsapatának tagjai, aki segítenek neki filmeket készíteni.                                                          |
| Lane Factor            | Dean                     |                   | Baráth István     | Sammy cserkészcsapatának tagjai, aki segítenek neki filmeket készíteni.                                                          |
| James Urbaniak         | igazgató                 |                   |                   | A Grand View Középiskola igazgatója.                                                                                             |
| Connor Trinneer        | Phil Newhart             |                   |                   | |
| Greg Grunberg          | Bernie Fein              |                   | Holl Nándor       | A Hogan hősei egyik társkészítője, aki lehetőséget kínál Sammynek, hogy dolgozzon a sorozaton a CBS-nél.                         |
| David Lynch            | John Ford                | Csuha Lajos       | Rosta Sándor      | Híres filmrendező, akinek a munkássága hatással van Sammy filmkészítői stílusára.                                                |
| Jan Hoag               | Nora                     |                   | Bókai Mária       | Titkárnő, aki a CBS-nél dolgozik.                                                                                                |
| Crystal                | Bennie, a majom          | Eredeti hang      | Eredeti hang      | A Fabelman család házi majma |

### Magyar változat
1. szinkron
- Bemondó: Megyeri János
- Magyar szöveg: Vándorlina Kata
- Hangmérnök és vágó: Papp Zoltán István
- Gyártásvezető: Mészáros Szilvia
- Szinkronrendező: Gaál Erika
- Produkciós vezető: Legény Judit

A szinkront a Laborfilm Szinkronstúdió készítette el.
2. szinkron
- Bemondó: Zahorán Adrienne
- Magyar szöveg: Nagy Anikó
- Hangmérnök és vágó: Pap Krisztián
- Gyártásvezető: Masoll Ildikó
- Szinkronrendező: Horváth Miklós
- Produkciós vezető: Komlósi Gergő

A szinkront a Direct Dub Studios készítette el.

## A film készítése
1999-ben Steven Spielberg elmondta, hogy már egy ideje gondolkodott azon, hogy filmet rendezzen a gyerekkoráról. Az I'll Be Home (magyarul: Otthon leszek) című projektet eredetileg nővére, Anne Spielberg írta. Kifejtette: "Nagyon tartok attól, hogy anyámnak és apámnak nem fog tetszeni, és sértésnek fogják venni, valamint nem osztják a szerető, de kritikus nézőpontomat arról, milyen volt velük felnőni." 2002-ben Spielberg azt nyilatkozta, hogy ideges az I'll Be Home elkészítése miatt: "Annyira közel áll az életemhez és a családomhoz – jobban szeretek ehhez hasonló filmeket készíteni." Spielberg később, 2022 novemberében elárulta, hogy a szülei is arra késztették, hogy készítsen filmet a haláluk előtti életükről.

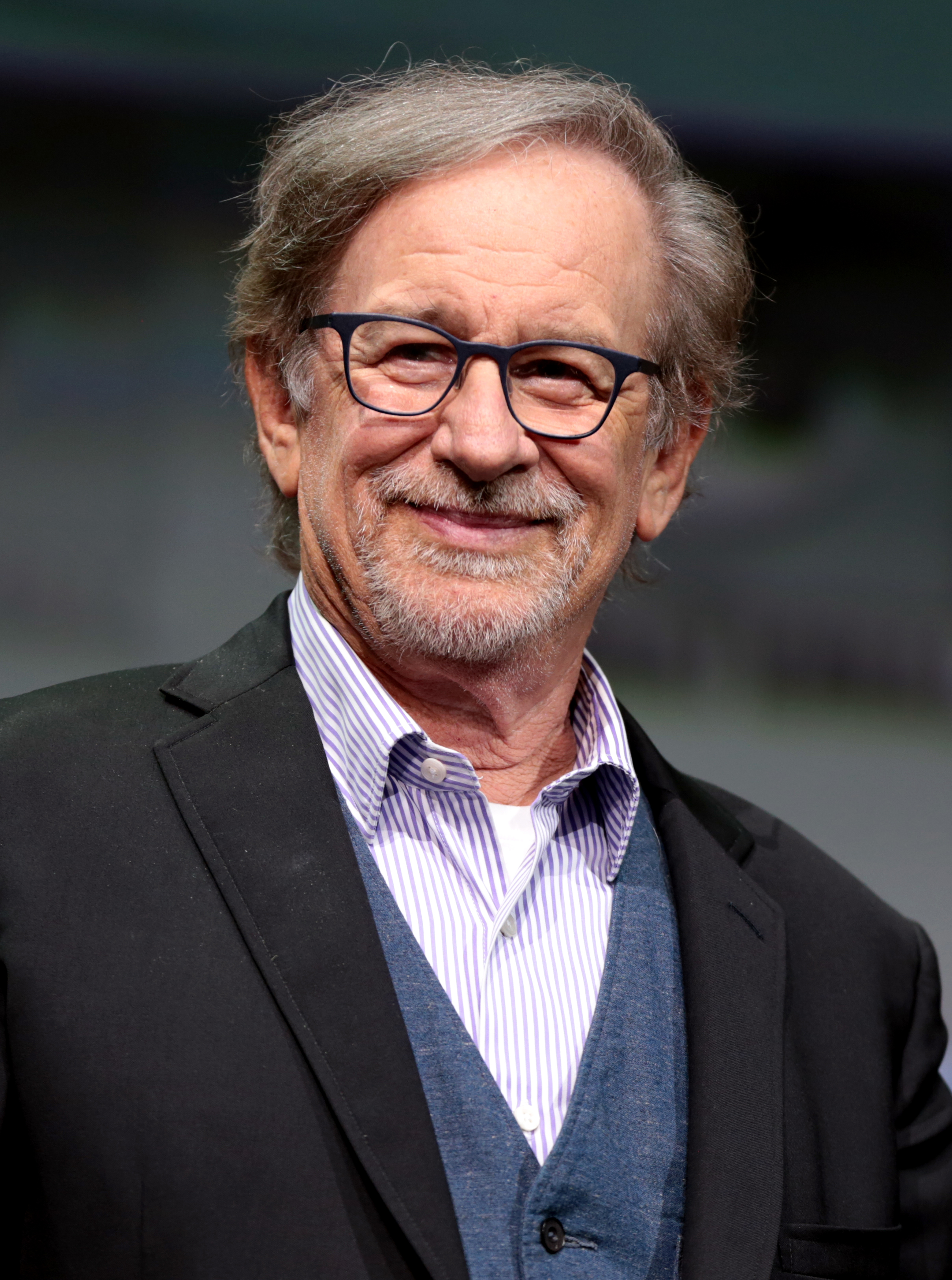
Spielberg, a film rendezője és producere

### Előkészületek
2021 márciusában bejelentették, hogy Spielberg rendezi a filmet, és társforgatókönyvíróként az AI mesterséges intelligencia (2001) óta az első filmírási vállalkozása volt; Azt is közölték, hogy Kristie Macosko Krieger készíti a filmet Kushnerrel és Spielberggel. 2022 márciusában Janusz Kamiński operatőr azt mondta, hogy a film Spielberg hét és tizennyolc éves kora közötti életét fogja feldolgozni, és "családjával, szüleivel, a nővéreivel való fejtörésekkel, de elsősorban a filmkészítés iránti szenvedélyével" foglalkozik. Érinteni fogja a „fiatal szerelem, a szülői válás és a korai formálódó kapcsolatok” témáit. Nagyon szép, gyönyörű személyes film. Nagyon leleplező Steven életéről és arról, hogy ki is ő filmrendezőként."  2022 szeptemberében Spielberg kifejtette, mennyire személyes volt számára a film, mondván: „Ez a film számomra egy módja annak, hogy visszahozzam anyámat és apámat. És a nővéreimet, Annie-t, Susie-t és Nancyt is közelebb hozta hozzám, mint azt valaha is elképzeltem. És ezért megérte elkészíteni a filmet."

### Forgatás
A forgatás a Covid19-világjárvány kellős közepén kezdődött Los Angelesben, 2021. július 17-én, és 59 napig tartott, 2021. szeptember 27-ig.

## Filmzene
A zenét John Williams komponálta. Ez volt a 29. filmes együttműködése Spielberggel és első filmjük 50. évfordulója. 2022. június 23-án Williams felvetette, hogy ez és az Indiana Jones és a sors tárcsája lehet az utolsó két film, amelyet visszavonulása előtt szerez. A filmzenék felvétele 2022 márciusában kezdődött, miután Williams koncertet adott a Bécsi Filharmonikusokkal a Bécsi Musikvereinben.

## Fogadtatás

### Elismerések
A film hét jelölést kapott a 95. Oscar-díjátadón, köztük a legjobb filmre, öt jelölést a 80. Golden Globe-díjátadón , a legjobb film – dráma és a legjobb rendező díját, és 11 jelölést kapott a 28. Critics' Choice Awards-on. Két jelölést kapott a 29. Screen Actors Guild Awards-on, köztük a legjobb szereplőgárda (mozifilm) és a legjobb férfi mellékszereplő (Dano). Két díjat is kapott a National Board of Review-tól, köztük a legjobb rendezői díjat (Spielberg) és az áttörést jelentő alakításért (LaBelle), így ez a második Spielberg-film, amely mindkét díjat együtt nyerte el az 1987-es Empire of the Sun óta. Ezzel a filmmel a legjobb eredeti filmzenére 53. jelölésével John Williams megdöntötte saját rekordját, mint a legtöbb Oscar-jelölt, 90 évesen  A legjobb férfi mellékszereplő Oscar-jelölésével Judd Hirsch lett az első színész, aki négy évtizedes különbséggel két jelölést kapott, ez volt a második jelölése, és az első az 1981-es 53. Oscar-díjátadó óta, ahol az Átlagemberekért (1980) jelölték.

## Fordítás
Ez a szócikk részben vagy egészben  a   The Fabelmans című angol Wikipédia-szócikk ezen változatának fordításán alapul.  Az eredeti cikk szerkesztőit annak laptörténete sorolja fel. Ez a jelzés csupán a megfogalmazás eredetét és a szerzői jogokat jelzi, nem szolgál a cikkben szereplő információk forrásmegjelöléseként.